# No Meu Lugar
No Meu Lugar é uma série-documental do Canal Off onde a ex-surfista profissional, Claudinha Gonçalves, reencontra amigos de longa data para surfar e trocar experiências pelo mundo. A temporada terminou dia 30 de julho de 2015, não recebendo uma renovação para segunda temporada. Dois anos depois o Canal Off anunciou, no dia 3 de Julho de 2017, que a segunda temporada da série estrearia no dia 25 de Julho com 13 novos episódios. 
; 

## Sinopse
Circuitos profissionais de surfe não fazem mais parte da rotina de Claudinha Gonçalves. Após 14 anos em competições mundiais, a paulista adota um novo estilo de prática: o freesurfe. A série “No Meu Lugar”, com estreia marcada para o dia 30, às 21h30, no Canal OFF, mostra o reencontro de Claudinha com seus amigos de profissão para juntos trocarem experiências entre uma onda e outra.

## Produção
Austrália é o cenário da estreia. Na região de Yallingup, Claudinha encontra com a surfista profissional Claire Bevilacqua. A australiana mostra, em detalhes, sua rotina de práticas sustentáveis. As duas surfam e exploram as belas paisagens do local.
Para Claudinha, o mote da série é resgatar relações que fizeram parte de sua trajetória profissional. “Não estamos como rivais em competições. O interessante é que entro na rotina da pessoa e é uma troca de experiências em cada lugar”, declara. Em treze episódios, além da Austrália, Claudinha ainda visita destinos internacionais como França, com participação de Lee Ann Curren e Portugal, com Francisca Pereira dos Santos. No Brasil, ela passa pela Bahia e Ceará e conta com a presença de Silvana Lima. A série é uma realização da Manjubinha em parceria com o Canal OFF. A primeira temporada foi exibida todas as quintas-ferias às 21h30, enquanto a segunda temporada foi exibida todas as sextas às 22h. 

## Episódios
|  | Temporada | Episódios | Início da exibição  | Fim da exibição       |
|  | --------- | --------- | ------------------- | --------------------- |
|  | 1ª        | 14        | 30 de abril de 2015 | 30 de julho de 2015   |
|  | 2ª        | 13        | 25 de julho de 2017 | 17 de outubro de 2017 |

## Surfistas
| Personagem | Personagem | Personagem | Personagem |
| ---------- | ---------- | ---------- | ---------- |
|            | Principal  |            | Recorrente |

| Claudinha Gonçalves | 27 |  |
| Francisca Santos    | 4  |  |
| Claire Bevilacqua   | 3  |  |
| Lee-Ann Curren      | 3  |  |
| Silvana Lima        | 3  |  |
| Ornella Pellizari   | 3  |  |
| Paige               | 4  |  |
| Brian Conley        | 2  |  |
| Amy Kotch           | 4  |  |